# Mamadú Iaia Djaló
Mamadú Iaia Djaló (Madina do Boé, 1962 — Dacar, 20 de dezembro de 2021)
foi um político guineense, líder e fundador do Partido da Nova Democracia.

## Biografia
Estudou no Ensino Superior Politécnico de Kaduna- em Nigéria. É Administrador e Gestor de Projetos.  Foi ministro dos Negócios Estrangeiros, da Cooperação Internacional e das Comunidades, em 2000/2001. Foi vice-presidente da Assembleia Nacional Popular, durante a VII Legislatura e diretor-geral do Instituto Nacional de Segurança Social. Foi nomeado em 2014 como Conselheiro Especial de Assuntos Políticos do Presidente da República, José Mário Vaz. Ocupou o cargo do Ministro da Justiça e dos Direitos Humanos no governo de inclusão liderado por Aristides Gomes. Desempenhou a função do ministro do Comércio e Indústria em 2019. Presidente do Partido da Nova Democracia (PND), uma formação política que criou depois de ter deixado o Partido da Renovação Social (PRS).